# Antoniukî, Berezivka
Antoniukî (în ucraineană Антонюки) este un sat în comuna Mîkolaiivka din raionul Berezivka, regiunea Odesa, Ucraina.

## Demografie
Componența lingvistică a localității Antoniukî
     Ucraineană (96,09%)
     Rusă (1,88%)
     Română (1,59%)
Conform recensământului din 2001, majoritatea populației localității Antoniukî era vorbitoare de ucraineană (96,09%), existând în minoritate și vorbitori de rusă (1,88%) și română (1,59%).